# New Britain Museum of American Art
Le New Britain Museum of American Art (Musée d'art américain de New Britain) est un musée d'art situé à New Britain, dans le Connecticut. Fondé en 1903, il est le premier musée du pays consacré à l'art américain.
Au total, 72 000 visites ont été effectuées au musée au cours de l'année se terminant le 30 juin 2009, et 16 000 autres visites ont été effectuées dans la galerie satellite du musée au TheatreWorks à Hartford, Connecticut.
Le Walnut Hill Park, conçu par Frederick Law Olmsted, se trouve à côté du musée.

## Historique
Les origines du musée remontent au "New Britain Institute", fondé en 1853 dans le but de promouvoir l'éducation et l'art dans la ville, en particulier parmi sa population d'immigrants. En 1903, le musée a reçu un don de 20 000 dollars de John Butler Talcott pour acquérir « des peintures à l'huile modernes originales réalisées par des artistes locaux ou étrangers ». Le neveu de Talcott était le tonaliste Allen Butler Talcott de la Old Lyme Art Colony. Bryson Burroughs, alors conservateur des peintures au Metropolitan Museum of Art de New York, suggéra aux responsables du musée de concentrer leurs efforts sur l'acquisition d'art américain, ce qui serait plus rentable. Le musée a suivi son conseil et a rarement dépensé plus de 1 000 dollars pour une œuvre d'art, amassant une collection qui vaut maintenant des millions.
Une riche veuve, Grace Judd Landers, s'attendait à faire don d'une importante somme d'argent au musée, mais elle a perdu son argent dans le krach boursier de 1929, et a donc fait don de sa maison comme musée en 1934.
Sanford B. D. Low, un gendre de William H. Hart, à l'époque président de la Stanley Works de New Britain, fut le premier directeur du musée. Il a acquis un certain nombre d'œuvres de son ami Thomas Hart Benton pour le musée. Low et Benton faisaient tous deux partie d'un cercle d'amis plein d'entrain (dont James Cagney) qui passait les étés à Hart Haven, la résidence d'été de William Hart à Martha's Vineyard, où Low et Benton peignaient ensemble (Hart n'avait aucun lien avec Thomas Hart Benton). À la fin des années 1940, Low apprend que le Whitney Museum de New York serait prêt à vendre la série "The Arts of Life in America" de Benton, qui n'est plus à la mode en tant qu'art figuratif. Benton s'était cru floué lorsqu'il avait vendu les peintures murales à la directrice du Whitney, Juliana Force. Low s'est arrangé pour que le musée de New Britain acquière les œuvres pour 500 dollars, payés par Alix Stanley, un membre de la famille qui a fondé Stanley Works. Le prix d'achat était inférieur au coût de la location d'une grue pour le déménagement et le transport des tableaux.
En 1964, la Sanford B. D. Low Memorial Illustration Collection a été inaugurée. Première collection muséale d'illustration américaine aux États-Unis, qui compte aujourd'hui plus de 1 700 œuvres datant du XIXe siècle.
Douglas Hyland devient directeur exécutif du musée en 1999 après avoir été directeur du San Antonio Museum. Il a levé des fonds auprès de nouveaux donateurs en dehors de la Nouvelle-Bretagne, notamment la Walton Family Foundation et la Henry Luce Foundation. En 2003, le Chase Family Building, d'une superficie de 43 000 pieds carrés (4 000 m2), a été construit, doublant ainsi la taille du musée. Pendant le mandat de M. Hyland (à partir de 2009), le bâtiment du musée de New Britain a été rénové, et le musée a doublé sa collection pour atteindre 10 000 objets, doublé son personnel à temps plein pour atteindre 24 employés, doublé le nombre de ses guides pour atteindre 100 et presque triplé le nombre d'adhésions, qui est passé de 1 200 à 3 500.
Les recettes du musée, qui s'élèvent à 3,92 millions de dollars pour l'exercice financier se terminant le 30 juin 2009, sont en légère hausse par rapport aux 3,86 millions de dollars de l'exercice précédent.

## Collection

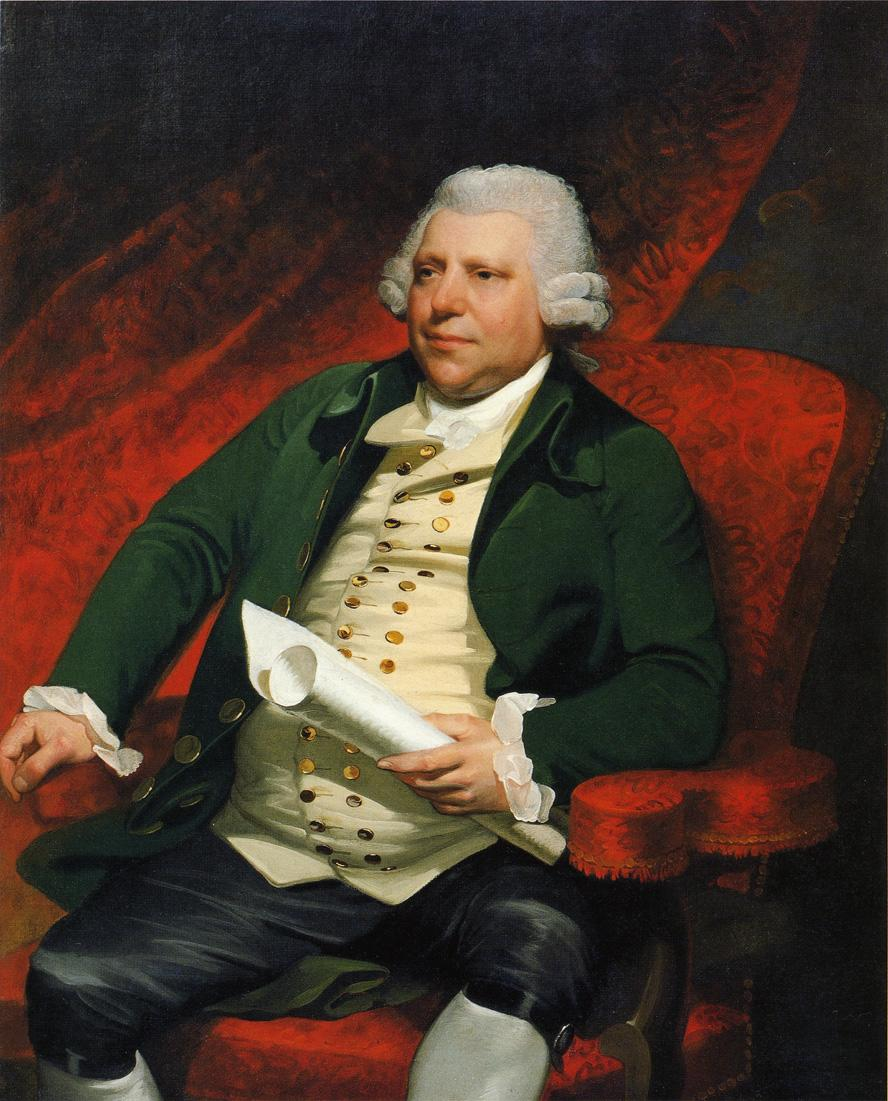
Sir Richard Arkwright, huile sur toile, Mather Brown, 1790. Collection du New Britain Museum of American Art

La collection permanente comprend des portraits coloniaux, des œuvres de l'Hudson River School, des impressionnistes américains et de l'Ash Can School. La collection comprend des œuvres de John Singleton Copley, Marcus Jansen, Frederic Church, Thomas Cole, Rockwell Kent, Georgia O'Keeffe, N.C. Wyeth, Andrew Wyeth et Sol LeWitt.
Les portraits de l'époque coloniale et fédérale américaine sont représentés par des œuvres de John Smibert, John Trumbull, Mather Brown, John Singleton Copley, Charles Willson Peale, Sarah Peale, Gilbert Stuart et Ralph Earl. Les collections de peintures de l'Hudson River School du début et de la fin du siècle comprennent des paysages de Thomas Cole, Thomas Doughty, Asher B. Durand, Fitz Hugh Lane, Martin Johnson Heade, John Kensett, Albert Bierstadt et Frederic Church.
Les natures mortes du XIXe siècle exposées au musée comprennent des peintures de Raphaelle Peale, Severin Roesen, William Harnett, John Peto, John Haberle et John La Farge. Les peintures et sculptures de genre sont représentées par John Quidor, William Sidney Mount, Lilly Martin Spencer, John George Brown et John Rogers. Les fonds du musée en peinture et sculpture figurative de l'après-guerre civile comprennent des œuvres de Winslow Homer, Thomas Eakins, Mary Cassatt, John Singer Sargent, J. Alden Weir, George de Forest Brush, Joseph DeCamp, Frank Benson, Edmund C. Tarbell, William Paxton, Elizabeth Nourse, et 19 plâtres et bronzes de Solon Borglum.

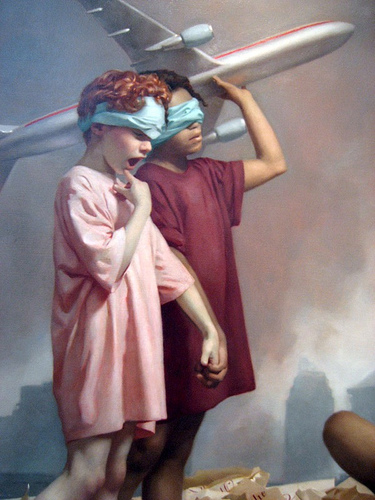
The Cycle of Terror and Tragedy de Graydon Parrish. Collection du New Britain Museum of American Art

Les œuvres des impressionnistes américains conservées au musée comprennent un pastel de Mary Cassatt et des œuvres de Theodore Robinson, John Henry Twachtman, J. Alden Weir, Willard Metcalf, ainsi que 11 peintures à l'huile de Childe Hassam. Parmi les œuvres impressionnistes plus tardives, on trouve des peintures de William Glackens, Ernest Lawson, Frederick Carl Frieseke, Louis Ritman, Richard Emil Miller et Maurice Prendergast.
La collection comprend également la série de peintures murales "The Arts of Life in America" de Thomas Hart Benton. La collection d'art contemporain du musée comprend des œuvres de Chuck Close, Dan Flavin, Eva Hesse, Julie Heffernan, Walton Ford, Ronnie Landfield et Graydon Parrish. Le grand tableau réaliste de Graydon Parrish, The Cycle of Terror and Tragedy, fait également partie de la collection. Ce tableau est un hommage allégorique aux personnes disparues lors des attentats terroristes du 11 septembre 2001.
Le musée est le premier à constituer une collection d'art post-contemporain, centrée sur la peinture de Parrish sur le 11 septembre et comprenant des œuvres de Tony Curanaj, Daniel Maidman, Richard T. Scott, Sadie Valerie, Stephanie Deshpande et Patricia Watwood, entre autres.